# Бор (Торжоцький район)
Бор (рос. Бор) — селище в Торжоцькому районі Тверської області Російської Федерації.
Населення становить 6 осіб. Входить до складу муніципального утворення Мирновське сільське поселення.

## Історія
Від 2005 року входить до складу муніципального утворення Мирновське сільське поселення.

## Населення
| 1996 | 2002 | 2008 | 2010 |
| ---- | ---- | ---- | ---- |
| 8    | ↗10  | ↘7   | ↘6   |